# Microserica modiglianii
Microserica modiglianii är en skalbaggsart som beskrevs av Brenske 1899. Microserica modiglianii ingår i släktet Microserica och familjen Melolonthidae. Inga underarter finns listade i Catalogue of Life.